# Hyophila involuta
Hyophila involuta är en bladmossart som beskrevs av Georg Friedrich von Jaeger 1873. Hyophila involuta ingår i släktet Hyophila och familjen Pottiaceae. Inga underarter finns listade i Catalogue of Life.